# Aname gilbertensis
Aname gilbertensis (лат.) — вид пауков рода Aname из семейства Anamidae (Mygalomorphae). Эндемик Австралии.

## Описание
Пауки среднего размера, длиной около 1 см, красновато-коричневые (брюшко серовато-коричневое). Самцов A. gilbertensis можно отличить от всех видов, для которых известны самцы, кроме A. aurantella и A. pyroensis по умеренному или крупному размеру тела (длина карапакса > 4,0 мм), наличию короткого эмболюса (длина эмболюса / длина бульбуса <1,5), постепенно изгибающегося, треугольной (а не более дигитовидной) шпоры голени, мегашипа голени умеренной длины (длина мегашипа / длина голени 0,25-0,3) и коротких шиповидных волосков вдоль ретролатерального края асетозной впадины на голени пальпы. Самцов A. gilbertensis можно отличить от самцов A. aurantella по наличию более извилистого метатарзуса I, с более длинной проксимальной выемкой (длина выемки / длина метатарзуса ~0,5). Самцов A. gilbertensis можно отличить от самцов A. pyroensis по наличию более толстого, сильно изогнутого эмболюса. Самки A. gilbertensis неизвестны.

## Таксономия и этимология
Вид был впервые описан в 2025 году австралийскими арахнологами Джереми Уилсоном с коллегами. Включён в состав видового комплекса Aname aurantella-complex, который включает три описанных вида: A. gilbertensis, A. aurantella и A. pyroensis. Видовое название «gilbertensis» указывает на распространение этого вида вблизи реки Гилберта в заливе Карпентария, в северном Квинсленде.

## Распространение
Австралия (штат Квинсленд).